# Debian-Installer
Debian Installer — программа для установки Debian. Она входит также в один из двух официальных инсталляторов для Ubuntu, а другая называется Ubiquity (основывается на коде debian-installer) и была введена в Ubuntu 6.06. Первоначально она была написана для релиза Debian Sarge, и первый «релиз» был использован в Linux дистрибутиве Skolelinux Venus (1,0).
Для выполнения конфигурации во время установки установщик использует cdebconf (debconf, переписанный на C).
Первоначально Debian Installer не использовал графической оболочки. Новая графическая версия программы установки (с использованием GTK + DirectFB) являются частью Debian 4.0 (под кодовым названием «Etch»). Начиная с Debian 6.0 («Squeeze»), он использует Xorg вместо DirectFB.